# Голямо Чочовени
Голямо Чочовени е село в Югоизточна България. То се намира в община Сливен, област Сливен.

## География
Село Голямо Чочовени се намира в планински район.

## Културни и природни забележителности
Това е единственото село, което е населено само от каракачани.

## Личности
- Ася Емилова (р. 1945), български политик, членка на Държавния съвет на НРБ